# My Best Friend's Girl
My Best Friend's Girl (no Brasil: Amigos, Amigos, Mulheres à Parte, em Portugal: A Namorada do Meu Melhor Amigo) é um filme de comédia romântica lançado em 2008, dirigido por Howard Deutch e protagonizado por Dane Cook, Kate Hudson, Jason Biggs, Diora Baird, Alec Baldwin, E Lizzy Caplan. Foi lançado oficialmente em 19 de setembro de 2008. O filme estreou em terceiro lugar nas bilheterias norte-americanas, faturando US$ 8,265,357 no primeiro final de semana. O filme arrecadou US$ 41.6 milhões em todo o mundo em um orçamento de 20 milhões de dólares.
My Best Friend's Girl ganhou uma indicação ao Framboesa de Ouro de Pior Atriz (Kate Hudson; também por Fool's Gold). Dane Cook também criticou duramente o cartaz do filme em seu blog no Myspace.

## Sinopse
O filme conta a história de Sherman 'Tank' Turner (Dane Cook), um call center que compartilha um apartamento com seu primo e melhor amigo Dustin (Jason Biggs), que é apaixonado por sua amiga de trabalho Alexis (Kate Hudson). Dustin se declara para Alexis, mas mesmo assim ela insiste que eles permaneçam apenas como bons amigos.
Então Dustin decide pedir a ajuda de Tank, que passa por um verdadeiro teste de amizade quando seu melhor amigo lhe faz um pedido especial e muito esquisito. Tank deverá convidar a namorada do amigo, Alexis, para um encontro no qual tudo estará para dar errado, e fazer com que ela tenha a pior noite da vida dela.
A ideia é fazer com que a garota perceba o quanto seu ex-namorado é maravilhoso. Obviamente as coisas não saem como planejadas.

## Elenco
- Dane Cook como Sherman 'Tank' Turner, um call center com um hobby de levar garotas para encontros horríveis.
- Kate Hudson como Alexis, colega de trabalho de Dustin e interesse amoroso de Tank.
- Jason Biggs como Dustin, melhor amigo e colega de quarto de Tank.
- Diora Baird como Rachel,  irmã de Alexis e um dos encontros de Tank.
- Alec Baldwin como Professor William Turner, pai de Tank.
- Lizzy Caplan como Ami, melhor amiga e colega de quarto de Alexis.
- Taran Killam como Josh, o noivo de Rachel.
- Malcolm Barrett como Dwalu, amigo de Tank e colega do call center.
- Riki Lindhome como Hilary, uma garota profundamente cristã.
- Mini Anden como Lizzy, outra dos encontros de Tank.
- Jenny Mollen como Colleen, a nova garota
- Robert Fennessy II como Bartender
- Brad Garrett como um cliente zangado no telefone.
- Nate Torrence como Craig
- Joshua Rego

## Recepção
No site agregador de críticas Rotten Tomatoes, 14% das 58 resenhas dos críticos são positivas. O consenso diz que o filme "passa muito tempo sendo vulgar e ofensivo, deixando pouco espaço para risadas". O Metacritic, que usa uma média ponderada, atribuiu ao filme uma pontuação de 34 em 100, baseado em 13 críticos, indicando críticas "geralmente desfavoráveis".

## Trilha sonora
- "Do Me" - Jean Knight
- "You're No Good" - Linda Ronstadt
- "My Best Friend's Girl" - The Cars
- "Love is Like Oxygen" - Sweet
- "99 Red Balloons" - Nena
- "Crimson and Clover" - Tommy James and the Shondells
- "At Last" - Etta James
- "Have a Little Faith in Me" - John Hiatt
- "Save Some" - Glacier Hiking
- "Blue" - Malbec
- "Always Where I Need To Be" - The Kooks
- "Pop That Pussy" - 2 Live Crew
- "Separate Ways" - Teddy Thompson
- "Best Friends Again/I Love You" - John Debney
- "The Man Comes Around" - Johnny Cash
- A trilha sonora disponível para compra não inclui todas as músicas.